# 모니카 조찬스카
모니카 조찬스카(독일어: Monika Sozanska, 1983년 3월 13일 ~ )는 독일의 펜싱 선수로 주 종목은 에페이다. 다수의 국내대회 우승 경험이 있으며, 2012년 하계 올림픽의 여자 에페 개인전과 단체전에 출전하였다. 개인전 32강에서 그녀는 러시아의 비올레타 콜로보바를 이긴 뒤 16강에서 대한민국의 신아람에게 패해 8강 진출이 좌절되었다. 단체전에서 그녀는 임케 두플리체어, 브리타 하이데만과 같이 출전하였다. 그러나, 독일은 8강에서 중국에게 패하며 탈락하였다.